# Jonás y Lila
Jonás y Lila (titulada en francés: Jonas et Lila, à demain) es una película francesa dirigida por Alain Tanner y estrenada en 1999. La película es una secuela de Jonas qui aura 25 ans en l'an 2000, dirigida por Tanner en 1975.

## Sinopsis
Hacia 1999, Jonás (Jérôme Robart) tiene 25 años y ha terminado sus estudios en una Escuela de cine. Comparte su vida con Lila (Aïssa Maïga), su esposa, una joven africana de raza negra que también comparte su amor por el cine. Las relaciones entre ambos y con la gente que los rodea van definiendo poco a poco su personalidad.

## Ficha técnica
- Dirección: Alain Tanner
- Guion: Bernard Cómo, Alain Tanner
- Música: Michel Wintsch
- Fotografía: Denis Jutzeler
- Edición: Mónica Goux
- Duración: 124 minutos[3]
- Fecha de estreno  
  - 11 de noviembre de 1999 ( Suiza)
  - 5 de enero de 2000 ( Francia)

## Reparto
- Jérôme Robart : Jonas
- Aïssa Maïga : Lila
- Natalia Dontcheva : Irina
- Jean-Pierre Gos : Juan
- Marisa Paredes : María
- Heinz Bennent : anciano
- Cécile Tanner : Cécile
- Philippe Demarle : Pierre
- Ania Temler : amiga de Jonás
- Dominique Ziegler : amiga de Jonás
- Julien Basler : amigo de Jonás
- Laurent Cupelin : amigo de Jonás
- Laurence Scheurer : amiga de Jonás
- Mehdi Kamel : amigo de Jonás
- Olivier Périat : amigo de Jonás
- Jacques Dau : Marcel
- Claude Vuillemin : el hombre del tren
- Ekaterina Tchetchelachvili : la bailarina